# Amiserica recurva
Amiserica recurva är en skalbaggsart som beskrevs av Ahrens och Fabrizi 2009. Amiserica recurva ingår i släktet Amiserica och familjen Melolonthidae. Inga underarter finns listade i Catalogue of Life.